# Vandal X
Vandal X is een Belgisch noiserockduo uit Limburg dat werd opgericht in 1995. De band bestaat momenteel uit Bart Timmermans (zang, gitaar) en Günther Liket (drums). De eerste drummer was Jo Boes, hij werd opgevolgd door Dave Schroyen.
Vandal X is vernoemd naar een nummer van de Amerikaanse noiserockband Unsane.
Na enkele promocassettes werd het echte debuutalbum Little Man Blues opgenomen in 1997, met de hulp van Mauro Pawlowski. Het tweede album werd opgenomen met de Amerikaanse producer Steve Albini.
De band speelde onder meer drie maal op Pukkelpop.

## Discografie
- 1996 - Showbizz (cassette)
- 1997 - Louder Than Anyone (cassette)
- 1998 - Little Man's Blues
- 1999 - Songs from the Heart
- 2002 - 13 Basic Hate Tracks
- 2004 - Two Man Army
- 2007 - Instant Dislike
- 2008 - All Lined Up Against the Wall
- 2013 - God Knows (cd, album)
- 2015 - Vandal X